# Prisoja (gmina Andrijevica)
Prisoja (cyr. Присоја) – wieś w Czarnogórze, w gminie Andrijevica. W 2011 roku liczyła 340 mieszkańców.